# Ce que je sais de toi
Ce que je sais de toi est un roman d'Éric Chacour, publié le 24 août 2023 par les éditions Alto au Québec et aux éditions Philippe Rey en France. Il remporte le prix des Libraires en 2024, faisant de l'auteur le deuxième Québécois à remporter ce prix après Anne Hébert en 1971.

## Résumé
Ce que je sais de toi raconte l'histoire de Tarek, un jeune médecin qui suit les traces de son père en reprenant le cabinet familial et qui ouvre un dispensaire dans le quartier défavorisé de Moqattam dans une Égypte conservatrice et levantine des années 1980. Toutefois, l'amour impossible entre Tarek et Ali, un jeune prostitué, issu de ce quartier de Mokattam chamboule ce destin bien tracé, le menant à s'exiler vers Montréal.

### Thèmes
Le livre traite de plusieurs thèmes touchant les relations humaines et familiales, telles que l'amour, l'homosexualité, la prostitution, la famille, la quête de soi, l'émigration, la liberté, les classes sociales, l'intolérance, l'exil, le destin, et autres.

## Style narratif
Le roman est divisé en trois sections de longueurs décroissantes qui annoncent graduellement la position du narrateur omniscient dans le récit. La première section, « Toi », écrit à la deuxième personne du singulier, raconte l'histoire de Tarek d'un point de vue externe. La deuxième section, « Moi », écrit en partie à la première personne du singulier, permet au narrateur de se dévoiler. Finalement, la dernière section, « Nous », d'une dizaine de pages, décrit la relation entre les deux personnages.

## Traductions
En 2024, le roman est traduit en Anglais par Pablo Strauss et publié aux sous le titre What I Know About You. What I Know About You fut un des finalistes pour le Prix Giller, et pour le Atwood Gibson Writers' Trust Fiction en 2024.

## Distinctions et récompenses
Le roman a été plusieurs fois distingué ou récompensé :
- prix du CALQ – Œuvre de la relève à Montréal (en 2023 ou 2024) ;
- prix des cinq continents de la francophonie 2024[7] ;
- prix Femina des lycéens 2023[8] ;
- bourse de la découverte de la fondation Prince Pierre de Monaco[9] ;
- prix du Festival du premier roman 2024 de Chambéry ;
- prix Première Plume 2023[10] ;
- prix des Libraires 2024[1] ;
- prix Libraires en Seine Corinne-Kim[11] ;
- deuxième sélection du prix Femina[12] ;
- deuxième sélection du prix Renaudot[13].